# Nolinor Aviation

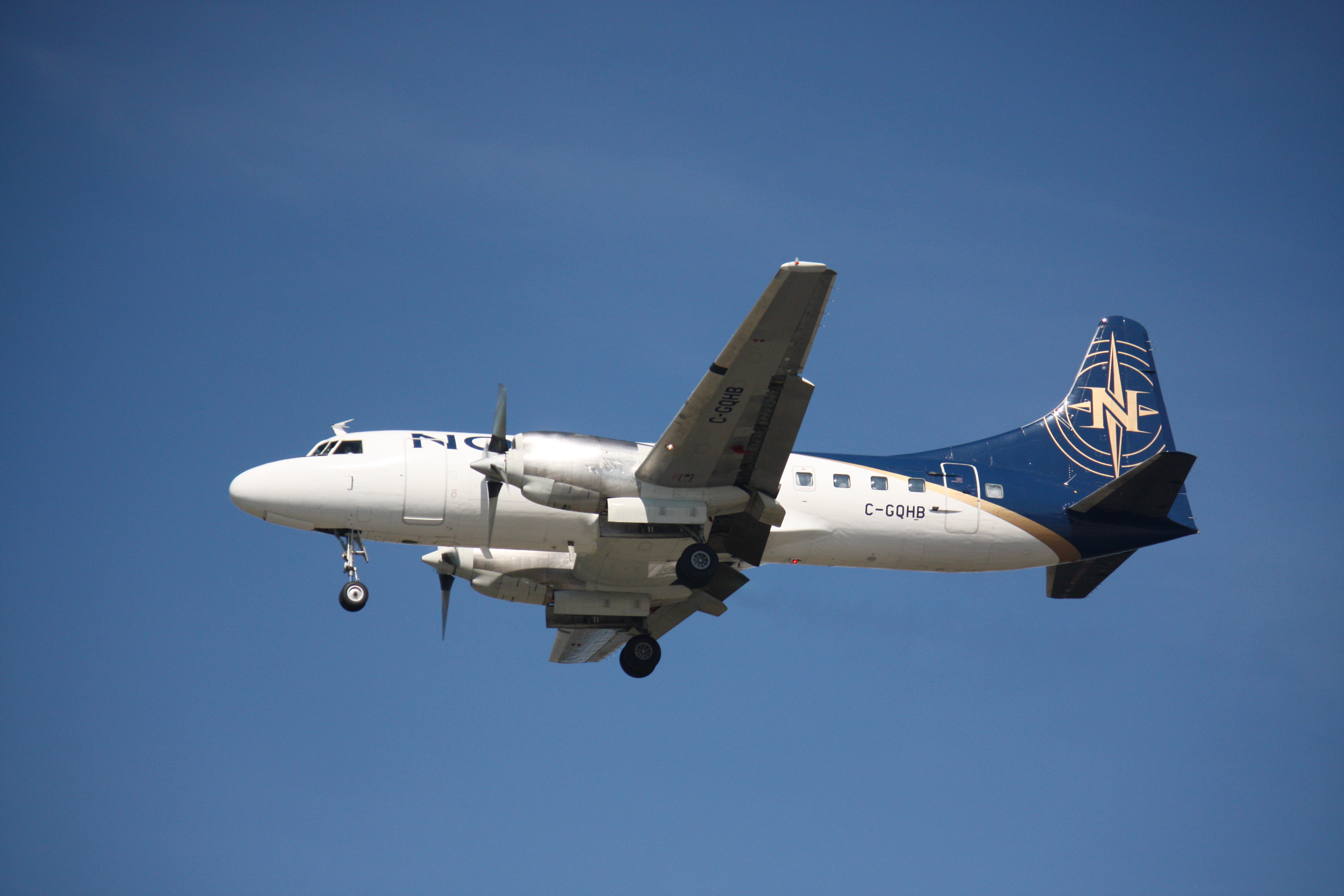
Convair 580 авіакомпанії Nolinor Aviation сідає в Міжнародному аеропорту Ванкувера

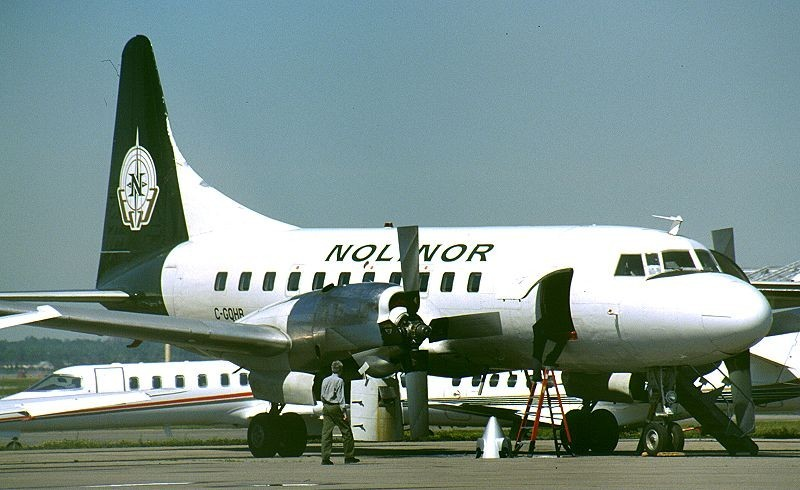
Convair 580 авіакомпанії Nolinor Aviation (реєстраційний C-GQHB) в аеропорту Дорваль

Les Investissements Nolinor Inc., діюча як Nolinor Aviation — чартерна авіакомпанія Канади зі штаб-квартирою у місті Монреаль (Квебек).
Компанія виконує чартерні перевезення по містах Канади і Сполучених Штатів Америки. Базовим аеропортом і головним транзитним вузлом (хабом) авіакомпанії є Міжнародний аеропорт Монреаль імені П'єра Еліота Трюдо.

## Історія
Авіакомпанія Nolinor Aviation була утворена в 1992 році і почала операційну діяльність п'ять років з виконання разових перевезень рибалок і туристів в околицях міста Шеффервілл. У червні 1999 року компанія отримала дозвіл на проведення технічних і сервісних робіт з обслуговування повітряних суден. Станом на березень 2007 року в Nolinot Aviation працювало 60 співробітників.
У 2001 році авіакомпанія придбала свій перший вантажний літак Convair 580 і почала виконання вантажних авіаперевезень між населеними пунктами північній частині Канади і Сполученими Штатами Америки. Через три роки компанія придбала ще два лайнери того ж типу для задоволення швидкозростаючого попиту на вантажні перевезення у даних регіонах, а в 2006 році повітряний флот поповнився літаком Convair 580 пасажирської конфігурації (реєстраційний номер C-GKFP).
У 2004 році Nolinor Aviation перейшла у власність родини Pru'Homme, яка стала основним власником акцій авіаперевізника. Після цього повітряний флот компанії був збільшений на кілька літаків, а в 2005 році аеропортом базування авіакомпанії був обраний Міжнародний аеропорт Монреаль Мірабель, в який була перенесена основна база Nolinor Aviation з технічного обслуговування і ремонту повітряних суден. Сумарна площа літакових ангарів на новому місці базування склала 10 000 квадратних метрів, що дозволяло проводити технічні роботи з літаками Boeing 747-200, Boeing 767, Airbus A310 та Airbus A320. В даний час власні площі авіакомпанії складають 30 тисяч квадратних метрів, необхідних як для стоянок власних судів Convair 580, так і для розміщення лайнерів сторонніх авіакомпаній.
У 2006 році Nolinor Aviation була названа кращим комерційним підприємством провінції Квебек за підсумками конкурсу, що проводився Національним банком Канади.
У листопаді 2007 року повітряний флот перевізника поповнився двома літаками Boeing 737-200 в вантажопасажирських конфігураціях, раніше експлуатувалися під флагманської авіакомпанії Марокко Royal Air Maroc.

## Бази
Технічні та сервісні бази авіакомпанії знаходяться в таких аеропортах:
- Міжнародний аеропорт Монреаль імені П'єра Еліота Трюдо
- Міжнародний аеропорт Монреаль Мірабель
- Міжнародний аеропорт Вінніпег імені Джеймса Армстронга Річардсона

## Лівреї
Сучасна колірна схема лівреї літаків авіаперевізника була розроблена в 2003 році голландської дизайнерською фірмою Lila Design.

## Флот
Станом на січень 2008 року повітряний флот авіакомпанії Nolinor Aviation становили такі літаки:
- 7 Convair 580 — 4 літаки (місткість кожного від 30 до 50 пасажирів) і 3 літаки у вантажній конфігурації, місткістю до 6,8 тонн кожен.[3]
- 2 Boeing 737-200C — місткістю до 100 пасажирів кожен.